# Bloodbound
Bloodbound ist eine schwedische Power-Metal-Band, die im Sommer 2004 von Gitarrist Tomas Olsson und Keyboarder Fredrik Bergh (Street Talk) in Bollnäs gegründet wurde. Mit dem ehemaligen Tad-Morose-Sänger Urban Breed (der heute bei Serious Black singt) und Drummer Oskar Belin wurde die Besetzung vervollständigt.

## Geschichte
2006 veröffentlichte Bloodbound ihr Debütalbum Nosferatu, welches klassischen Melodic Power Metal aufweist, der von Bands wie Iron Maiden und Helloween beeinflusst wurde. Während der anstehenden Tour wurde die Besetzung instabil, da Urban Breed die Band verließ. Auch Kristian Andrén (weiterer ehemaliger Tad-Morose-Sänger), der einsprang, blieb nicht lange. Mit Henrik Olsson (Gitarre) und Pelle Åkerlind von Morgana Lefay (Schlagzeug) stießen zwei neue Mitglieder hinzu. Ein Jahr später folgte das Album Book of the Dead, auf dem mit Michael Bormann von Jaded Heart ein neuer Sänger zu hören ist, der Bloodbound eine andere, härtere, Stimmfarbe verlieh. Doch danach verließ Bormann Bloodbound wieder. Ersatz fand man in Rückkehrer Urban Breed. 2009 wurde das dritte Album Tabula Rasa veröffentlicht.
Mit dem inzwischen dritten festen Sänger, Patrik Johansson, wurde das wieder melodischer klingende Unholy Cross eingespielt und im März 2011 veröffentlicht. Im Laufe desselben Jahres erschienen über die aktuelle Plattenfirma AFM Records die Re-Releases von Nosferatu und Book of the Dead zum 15-jährigen Jubiläum der Plattenfirma mit zusätzlichem Bonusmaterial. Im darauffolgenden Jahr wurde das nächste Studioalbum In the Name of Metal veröffentlicht und weitere zwei Jahre später das sechste Album Stormborn.
In der Zwischenzeit spielte Patrik Johansson für Shadowquest deren Debütalbum Armoured IV Pain ein. 2016 schnitt man anlässlich des 10-jährigen Bandbestehens die erste Live-Scheibe One Night of Blood mit, die die Aufnahmen vom Masters-of-Rock-Festival in Tschechien beinhaltet. Die DVD enthält auch die letzten Videoclips von In the Name of Metal (in zwei Versionen) und Stormborn. Ende 2016 verabschiedete sich Schlagzeuger Pellé Äkerlind, um sich auf Morgana Lefay und Trail of Murder zu konzentrieren. Auf dem siebten Album War of Dragons ist er aber noch zu hören. Patrik Johansson hat nach der Heirat den Namen seiner Frau angenommen und heißt nun Patrik J. Selleby. Am 24. Februar 2017 erschien War of Dragons, welches in der limitierten Auflage mit einer Bonus-CD bestückt ist, die Demoversionen enthält. Seit Stormborn wird Bloodbound auch von Sabaton inspiriert; die Stücke sind keyboard-lastiger geworden. Leichte Parallelen zum symphonischen Metal sind zu erkennen.
Auf der „Dragons & Witches“-Tour wurde Bloodbound von Vorbands wie Crystal Viper, Thobbe Englund und Rexoria begleitet. Thobbe Englund half gitarrentechnisch aus, während verschiedene Schlagzeuger in verschiedenen Shows eingesetzt waren.
Im August 2017 wurde Danjel Sjögren (Twilight Force) als neuer Drummer bekanntgegeben. Er hatte die Band in der Vergangenheit bereits auf Tour und Festivals am Schlagzeug begleitet.

## Diskografie

### Studioalben
| Jahr | Titel Musiklabel                        | Höchstplatzierung, Gesamtwochen, AuszeichnungChartplatzierungen (Jahr, Titel, Musiklabel, Platzierungen, Wochen, Auszeichnungen, Anmerkungen) | Höchstplatzierung, Gesamtwochen, AuszeichnungChartplatzierungen (Jahr, Titel, Musiklabel, Platzierungen, Wochen, Auszeichnungen, Anmerkungen) | Höchstplatzierung, Gesamtwochen, AuszeichnungChartplatzierungen (Jahr, Titel, Musiklabel, Platzierungen, Wochen, Auszeichnungen, Anmerkungen) | Anmerkungen                             |
| Jahr | Titel Musiklabel                        | DE | CH | SE | Anmerkungen                             |
| ---- | --------------------------------------- | --- | --- | --- | --------------------------------------- |
| 2005 | Nosferatu Mystic Empire                 | — | — | — | Erstveröffentlichung: 16. Dezember 2005 |
| 2007 | Book of the Dead Metal Heaven           | — | — | — | Erstveröffentlichung: 25. Mai 2007      |
| 2009 | Tabula Rasa Blistering Records          | — | — | — | Erstveröffentlichung: 26. April 2009    |
| 2011 | Unholy Cross AFM Records                | — | — | SE50 (1 Wo.)SE | Erstveröffentlichung: 18. März 2011     |
| 2012 | In the Name of Metal AFM Records        | — | — | SE43 (1 Wo.)SE | Erstveröffentlichung: 7. November 2012  |
| 2014 | Stormborn AFM Records                   | DE56 (1 Wo.)DE | — | — | Erstveröffentlichung: 21. November 2014 |
| 2017 | War of Dragons AFM Records              | DE56 (1 Wo.)DE | — | — | Erstveröffentlichung: 24. Februar 2017  |
| 2019 | Rise of the Dragon Empire AFM Records   | DE35 (1 Wo.)DE | CH73 (1 Wo.)CH | — | Erstveröffentlichung: 22. März 2019     |
| 2021 | Creatures of the Dark Realm AFM Records | DE24 (1 Wo.)DE | CH45 (1 Wo.)CH | — | Erstveröffentlichung: 28. Mai 2021      |
| 2023 | Tales from the North AFM Records        | DE35 (1 Wo.)DE | CH71 (1 Wo.)CH | — | Erstveröffentlichung: 7. Juli 2023      |

### Livealben
- 2016: One Night of Blood (AFM)
- 2024: The Tales of Nosferatu (AFM)